# Alpenvereinsführer
L'Alpenvereinsführer, littéralement « guide du club alpin », est une série de topo-guides de référence en alpinisme pour les Alpes orientales. Il a été produit conjointement par le Club alpin allemand (DAV), le Club alpin autrichien (ÖAV) et le Club alpin sud-tyrolien (AVS). Ils sont publiés depuis 1950 par Bergverlag Rother.
Les guides ne sont plus édités, la plupart étant en libre accès :